# شرکت شیمیایی گاز میتسوبیشی
شرکت شیمیایی گاز میتسوبیشی (انگلیسی: Mitsubishi Gas Chemical Company) شرکت صنایع شیمیایی ژاپنی است.